# Elektrická plachetnice
Elektrická plachetnice (nazývaná také jako elektrická sluneční větrná plachta nebo E-plachta) je navrhovaný nový způsob pohonu pro kosmické lodě, který využívá dynamický tlak slunečního větru jako zdroj energie. Plachtu by měly tvořit malé vodiče vytvářející elektrické pole, které odchyluje protony slunečního větru a získává od nich energii. Tento nový způsob pohonu vynalezl Pekka Janhunen v roce 2006 ve Finském meteorologickém institutu.

## Složení elektrické plachetnice
Elektrická plachetnice se skládá:
- dlouhé vodičové dráty
- solární elektronové dělo
- zdroj s vysokým napětím

## Elektrický plachetnicový pohon
Dynamický tlak slunečního větru se liší, ale v průměru se pohybuje kolem 2nPa k vzdálenosti od slunce k zemi. Vzhledem k tomu, že jediný polovodičový hliníkový drát může měřit až 20 kilometrů a vážit pouze 100 gramů, vzniká tím možnost vytvořit jedno veliké elektrické pole, které je vysoce efektivní a má velmi malou hmotnost. Kosmická loď může disponovat několika takovýmito kovovými dráty(1-100). Tento vodič(tenký kovový drát) se pak snadno navine do malého navijáku, který se v prostoru rozvine a pak se připojí k elektronovému dělu se zdrojem vysokého napětí (20 kV). Kosmickou loď je pak třeba roztočit kolem své osy pomocí přídavného pohonu a pak s pomocí drátů pod vysokým napětím vznikne elektrické pole, které tvoří virtuální elektrickou sluneční větrnou plachtu neboli E-plachtu. Tato E-plachta se pak rozprostírá na několika km² a dokáže vyprodukovat až 10 mN síly ze slunečního větru. Například kosmická loď o váze 1000 kilogramů s několika dráty by dokázala akcelerovat okolo 1 mm/s², to by znamenalo, že za rok při neustálém zrychlování by tato elektrická plachetnice dosáhla rychlosti až 30 km/s. 

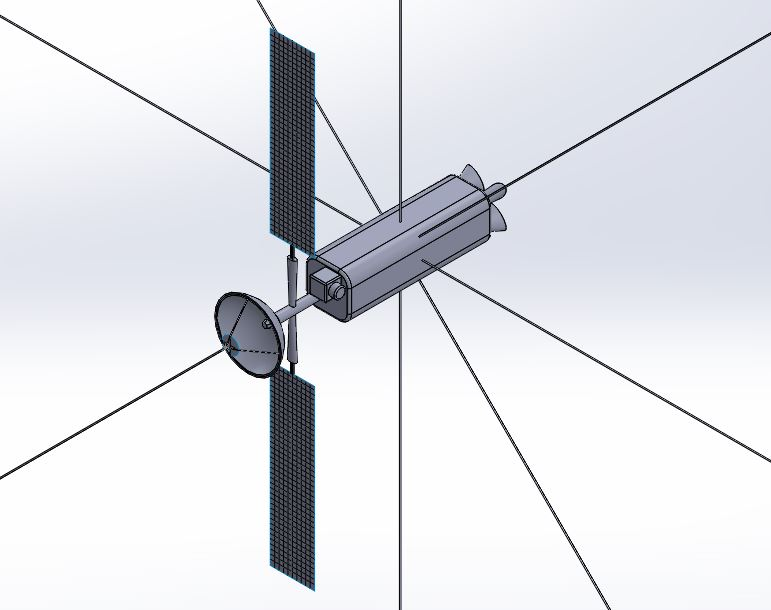
Prototyp elektrické plachetnice

## Omezení
Elektrická plachetnice není efektivní pod vlivem magnetického pole naší země, protože magnetické pole odráží sluneční vítr, aby ochránilo naší planetu před škodlivým slunečním zářením a tímto tak znemožňuje plachtění E-plachty. Řešení je jednoduché, E-plachtu je možné vyslat na oběžnou dráhu měsíce kde je možné E-plachtu vyzkoušet, protože magnetické pole země je v těchto místech velmi slabé.

## Další možné využití elektrické plachetnice
Uběhlo už několik desetiletí od doby kdy jsme vyslali první družici Sputnik na oběžnou dráhu a během této doby jsme vyslaly mnoho a mnoho dalších družic nebo jiných technologií. Družice, které jsou dnes nefunkční, se staly tak prvním kosmickým smetím a toto smetí každým rokem neustále roste. Elektrická plachta by mohla nabídnout levné a jednoduché řešení jak toto kosmické smetí odstranit. Systém elektrické plachetnice se dá využít teoreticky i obráceně. Z důvodů omezení zemského magnetického pole vzniká možnost elektrickou plachetnici využít jako plazmatickou brzdu. Plazmatická brzda se zakládá na interakci mezi ionosférou a kovovým drátem – vodičem, který má negativní náboj. Tímto způsobem, elektrická plachta dokáže sama sebe zpomalit na nízké oběžné dráze a pokud dokážeme rychlost snížit pod únikovou rychlost gravitace země, pak elektrickou plachtu můžeme nasměrovat tak aby shořela sama v atmosféře. Když elektrickou plachetnici připojíme na nefunkční satelit tak máme novou možnost, jak tento satelit neboli kosmické smetí odstranit z oběžné dráhy relativně levným způsobem. 

## První nanosatelit s E-plachtou
Pro zkoumání E-plachty, byl vyslán první Estonský satelit ESTCube-1 v 17. března 2015. Tento satelit byl vybaven 10 metrovým kovovým drátem, který měl prokázat že teorie o plazmatické brzdě je správná. Bohužel tento experiment se nezdařil, protože drát se nepodařilo vysunout. Mechanika se poškodila při průletu atmosférou.

## Mise do budoucna
Další satelit s E-plachtou je vytvořený finskou univerzitou Aalto, která plánuje poslat satelit Aalto-1 na oběžnou dráhu začátkem roku 2017 a pak je chce následovat
ESTCube-1 tým který chce uskutečnit misi ESTCube-2 ke konci roku 2018 and ESTcube-3 ke konci roku 2019.